# Marietta di Patrasso
Marietta di Patrasso (Patrasso, ... – Padova, 12 aprile 1503) fu amante del re Giovanni II di Cipro e madre del re Giacomo II di Cipro.

## Origine
Di Marietta non si conoscono gli ascendenti; dei suoi parenti si conosce solo un fratello, Marco di Patrasso, che viene citato nella Chronique de l'Île de Chypre, riguardo agli avvenimenti del 1458.

## Biografia
Marietta nacque in data imprecisata a Patrasso, in Grecia, e non è noto quando arrivò a Cipro. Tuttavia divenne l'amante del re di Cipro, re titolare di Gerusalemme, pretendente al trono armeno di Cilicia, Giovanni II di Lusignano prima del 1438. Florio Bustron nella sua Historia la descrive come una donna “molto bella e prudente” (Marietta da Patras dal Arcipelago, donna bellissima e savia). Diede alla luce un figlio, Giacomo (1439/40-10 luglio 1473), che si proclamò re Giacomo II di Cipro e regnò nel decennio 1463-1473. Giacomo sposò la nobildonna veneziana Caterina Cornaro nel 1472 (ma le nozze per procura si erano celebrate nel 1468), dalla quale ebbe il figlio postumo Giacomo III. Ebbe anche tre figli illegittimi da una amante sconosciuta.
Nel febbraio 1442, Giovanni II, vedovo di Amedea Paleologa di Monferrato, morta nel settembre 1440 senza avergli dato eredi, sposò la sua seconda moglie, la quattordicenne principessa bizantina Elena Paleologa, figlia di Teodoro II Paleologo, despota della Morea (figlio del basileus dei romei Manuele II Paleologo), e di Cleofe Malatesta di Pesaro.

Venuta a conoscenza dell'esistenza di Marietta e di suo figlio Giacomo, sopraffatta dalla gelosia, Elena ordinò che a Marietta, per renderla meno attraente agli occhi del marito, venisse mozzato il naso. Alcune cronache riferiscono addirittura che lei stessa le abbia strappato il naso con un morso durante un alterco. La sventurata Marietta venne perciò soprannominata la Comomutena, cioè il “naso mozzo”, come riportato anche da Les familles d'outre-mer.

Altri storici attribuiscono alla regina Amedea la colpa di avere sfigurato la povera Marietta.
L'astio di Elena si rivolse anche contro il giovane Giacomo. Questi nel 1456 era stato nominato arcivescovo di Nicosia con l'approvazione papale, evento che indispettì molto la regina. Il 1º aprile 1457 Giacomo uccise Iacopo Urri, Ciambellano reale, e fuggì prima a Venezia e poi nell'isola di Rodi dopo essere stato rimosso dall'arcivescovado di Nicosia. Fu presto perdonato dal re suo padre, che lo reintegrò nella carica arcivescovile. Questo atto infuriò ulteriormente la regina. Improvvisamente, nel 1458, morirono sia il re Giovanni, sia la regina consorte Elena. La corona di Cipro passò così alla giovane principessa Carlotta (1442-1487), loro unica figlia sopravvissuta. Tuttavia Giacomo impugnò il suo diritto al trono e, con l'aiuto del sultano mamelucco d'Egitto, costrinse Carlotta ad abbandonare Cipro e nel 1464 venne incoronato re.
Nel 1468 Giacomo assegnò in dono alla madre Marietta i villaggi di Pano, Kivides, Lysos, Peristerona e Pelathousa.

## La prigionia e la morte
Quando Giacomo morì improvvisamente il 10 luglio 1473, Marietta fu portata a Padova insieme ai nipoti naturali, figli di Giacomo, dove visse con loro in semi prigionia. Una decisione del Consiglio dei Dieci, datata 22 gennaio 1479, stabiliva che Marietta fosse posta sotto il controllo del “Magister puerorum regiorum” Cristoforo Muzio. L'infelice Marietta morì il 12 aprile 1503 a Padova e fu sepolta nella chiesa di Sant'Agostino. Un epitaffio ricorda la morte di "Marieta mater quondam Jacobi Cypri Regis". Attraverso i figli naturali di suo figlio Giacomo, ha avuto numerosi discendenti.

## Figli
Marietta al proprio amante, Giovanni II di Lusignano, diede un solo figlio:
- Giacomo detto il Bastardo (1438 – 1473), fu arcivescovo di Nicosia nel 1456 e re di Cipro dal 1463 al 1473, dopo aver deposta la sorellastra Carlotta[13].

### Fonti primarie
- (IT)  Chroniques d'Amadi et de Strambaldi. T. 2.
- (IT)  Chronique de l'Île de Chypre.

### Letteratura storiografica
- (FR)  Les familles d'outre-mer.
- Francesco Boni De Nobili, Caterina Cornaro, dal Regno di Cipro alla Signoria di Asolo, De Bastiani, Godega S.U. 2012
- Giuseppe Campolieti, Caterina Cornaro: regina di Cipro, signora di Asolo, Camunia, Milano 1987
- Charles Cawley, Medieval Lands, Cyprus (ospitato nel sito www.Medieval_Lands, Familypedia)
- Attilio Centelli, Caterina Cornaro e il suo regno, Ongania, Venezia 1892
- Antonio Colbertaldo, Breve compendio della vita di Cattarina Cornara, Regina di Cipro
- Loredana (Anna Loredana, Zacchia Rondinini), Caterina Cornaro regina di Cipro, Cosmopoli, Roma 1938